# Scinax acuminatus
Scinax acuminatus es una especie de anfibios de la familia Hylidae.
Habita en Argentina, Bolivia, Brasil, Paraguay y posiblemente en Uruguay.
Sus hábitats naturales incluyen sabanas secas, zonas de arbustos, praderas parcialmente inundadas, lagos de agua dulce, marismas de agua dulce, corrientes intermitentes de agua, pastos, jardines rurales, zonas previamente boscosas ahora muy degradadas, estanques, canales y diques. Está amenazada de extinción por la destrucción de su hábitat natural.